# Guido Görtzen
Guido Görtzen (Heerlen, 9 de novembro de 1970) é um ex-jogador de voleibol neerlandês que representou o seu país em três edições de Jogos Olímpicos.
Com a Seleção Neerlandesa, Görtzen estreou em 1994 e atuou por 289 partidas. Três anos depois foi eleito o melhor jogador do Campeonato Europeu e o maior pontuador da Liga Mundial.
Sua primeira aparição olimpíca foi nos Jogos Olímpicos de 1996, em Atlanta, onde sua seleção conquistou a inédita medalha de ouro ao derrotar a Itália na final por 3 sets a 2. Görtzen também esteve nos Jogos Olímpicos de 2000, onde os Países Baixos ficaram em quinto lugar, e nos Jogos Olímpicos de Atenas, em 2004, onde finalizou em nono lugar.